# Leonhardifahrt

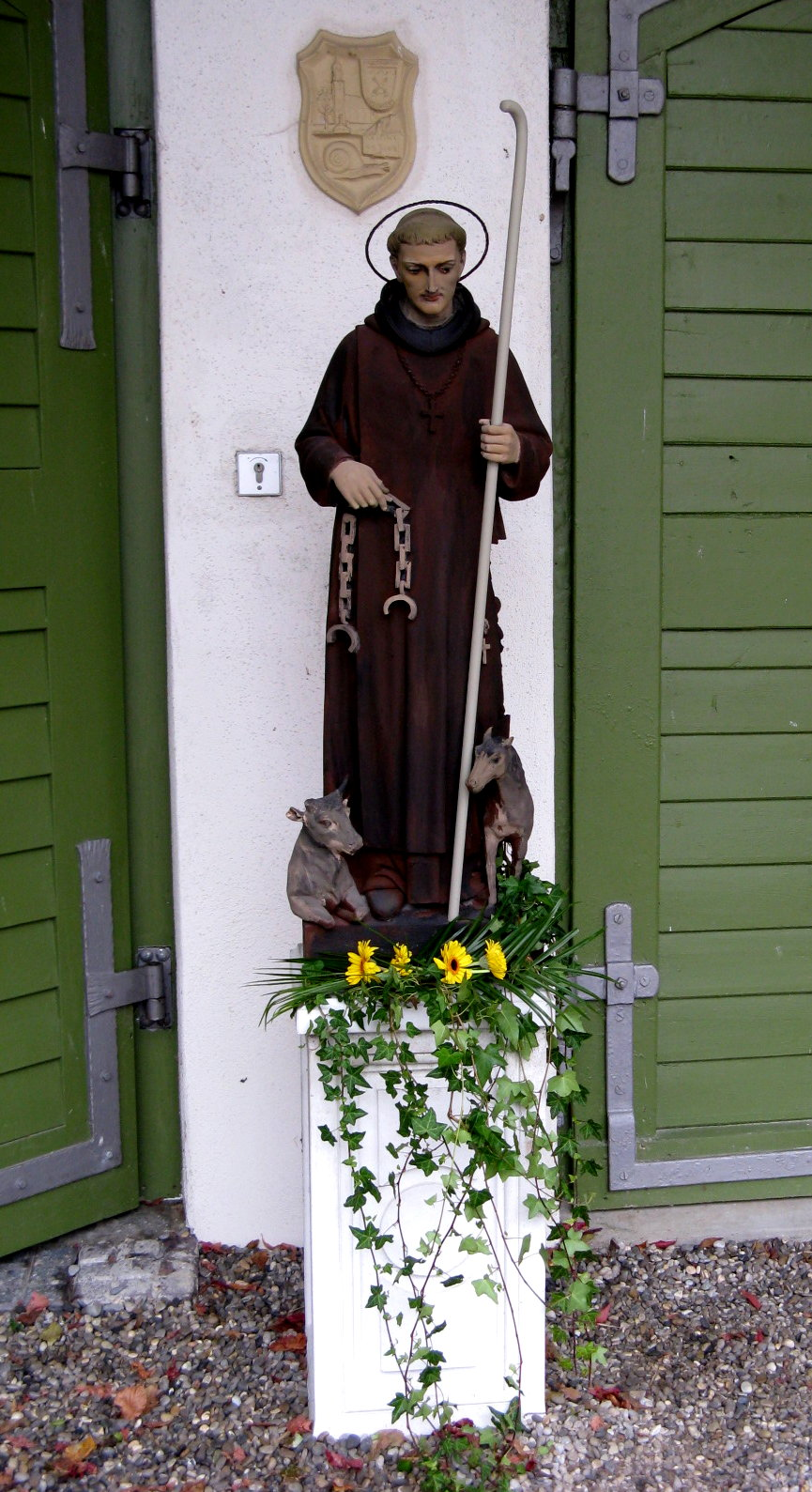
Der Heilige Leonhard (Figur in Bannacker)

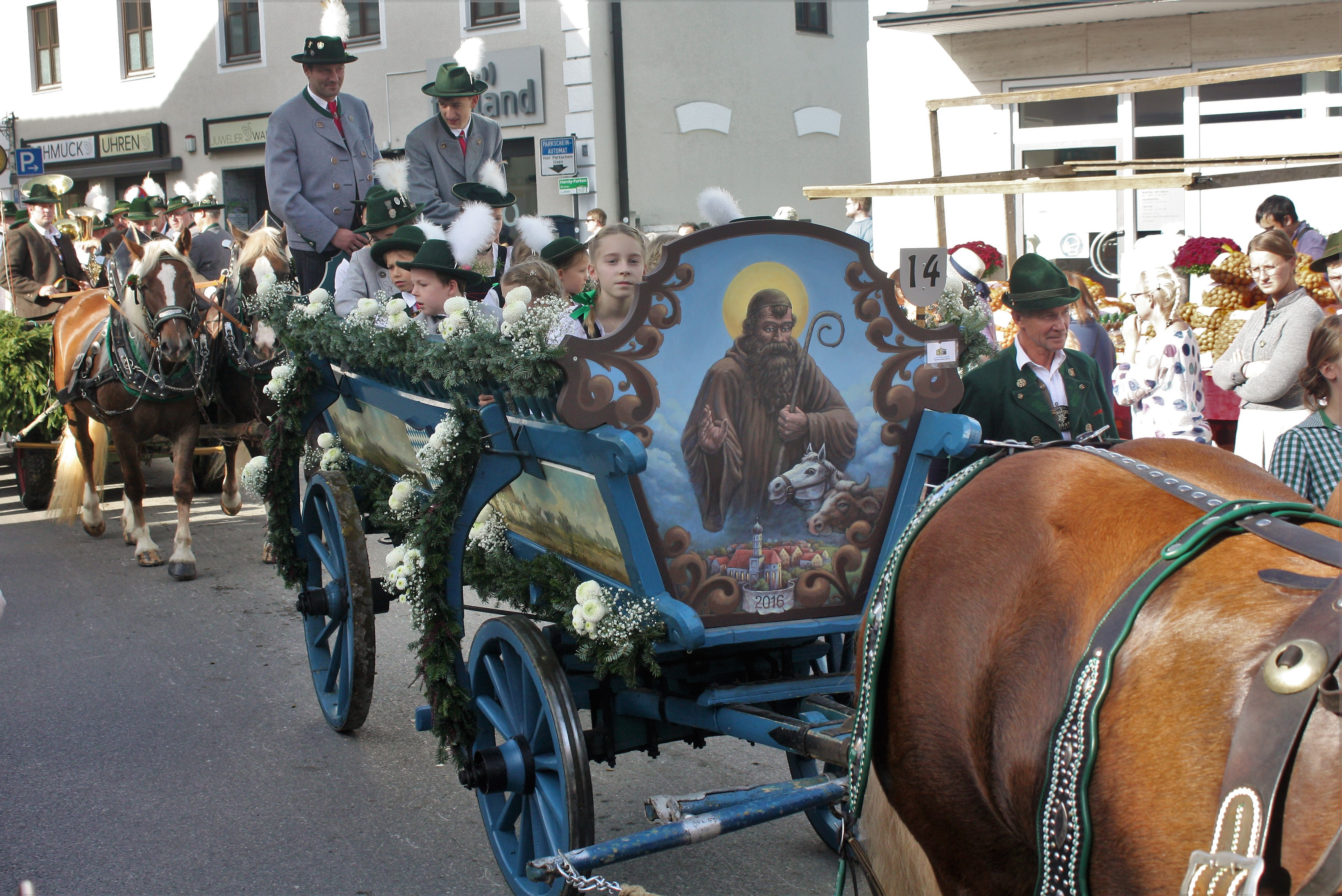
Leonhardifahrt in Grafing bei München (2022)

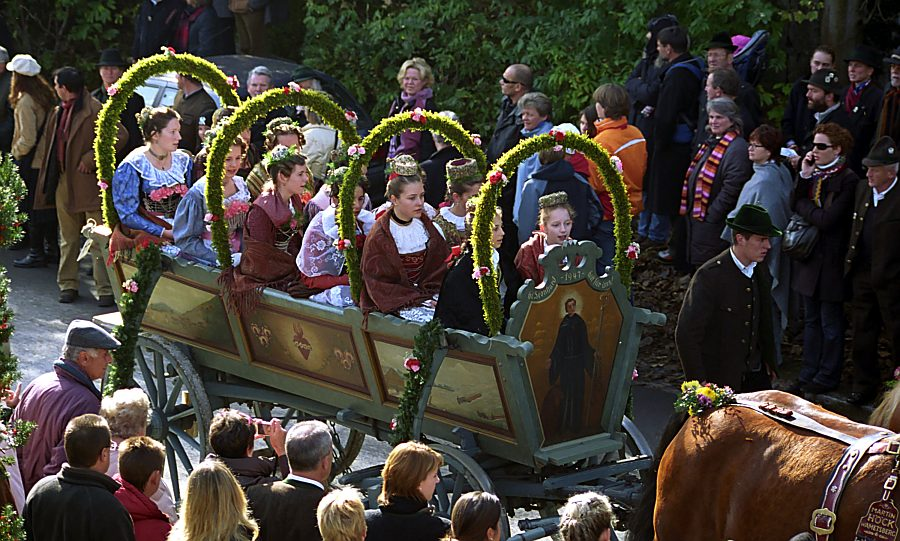
Leonhardifahrt in Tölz (2006)

Die Leonhardifahrt oder der Leonhardiritt ist eine Prozession zu Pferde, die zum Brauchtum in Altbayern und Westösterreich zählt. Sie findet zu Ehren des heiligen Leonhard von Limoges (6. Jh.) an seinem Gedenktag, dem 6. November, oder einem benachbarten Wochenende statt. Einige Dörfer in Bayern feiern Leonhardi auch im Sommer.
Als Schutzpatron der landwirtschaftlichen Tiere, heute vor allem der Pferde, werden zu Leonhardi Wallfahrten mit Tiersegnung unternommen. Motiv für die Segnung (oft fälschlich auch Weihe genannt) der Tiere, insbesondere der Pferde, ist ihre Rolle, die sie als Last- und Arbeitstiere für die ländliche Bevölkerung spielten.
Als größte und bedeutendste Leonhardifahrt wurde die Tölzer Leonhardifahrt im Juli 2016 als immaterielles Kulturerbe Bayerns anerkannt und im Dezember 2016 durch die Deutsche UNESCO-Kommission in das Bundesweite Verzeichnis des immateriellen Kulturerbes aufgenommen.

## Geschichte
Der Leonhardiritt in Leonhardspfunzen ist der größte im Landkreis Rosenheim und hat eine lange Tradition. Aufzeichnungen über diese Veranstaltung finden sich schon in Schriften aus dem Jahr 1436. Der bislang urkundlich älteste Ritt, der erstmals 1442 erwähnt wurde, findet in Kreuth am Tegernsee statt. 1809 erging ein staatliches Gebot, das religiöse Umritte untersagte. Als es 1833 durch König Ludwig I. (Bayern) wieder aufgehoben wurde, waren viele Leonhardifahrten und Ritte derart abgekommen, dass sie meist erst viele Jahre später neu eingeführt werden mussten oder ganz unterblieben.
Als weltliches Rahmenprogramm findet meist das Leonhardifest mit Bierzeltbetrieb, Jahrmarkt und Tanzveranstaltungen statt. Auf bayerisch gibt es keine Unterscheidung zwischen Leonhardifest und Leonhardifahrt. Beides wird mit Lehardi (mancherorts auch Lehards oder Leachats) bezeichnet.

## Orte mit Leonhardifahrten oder -ritten

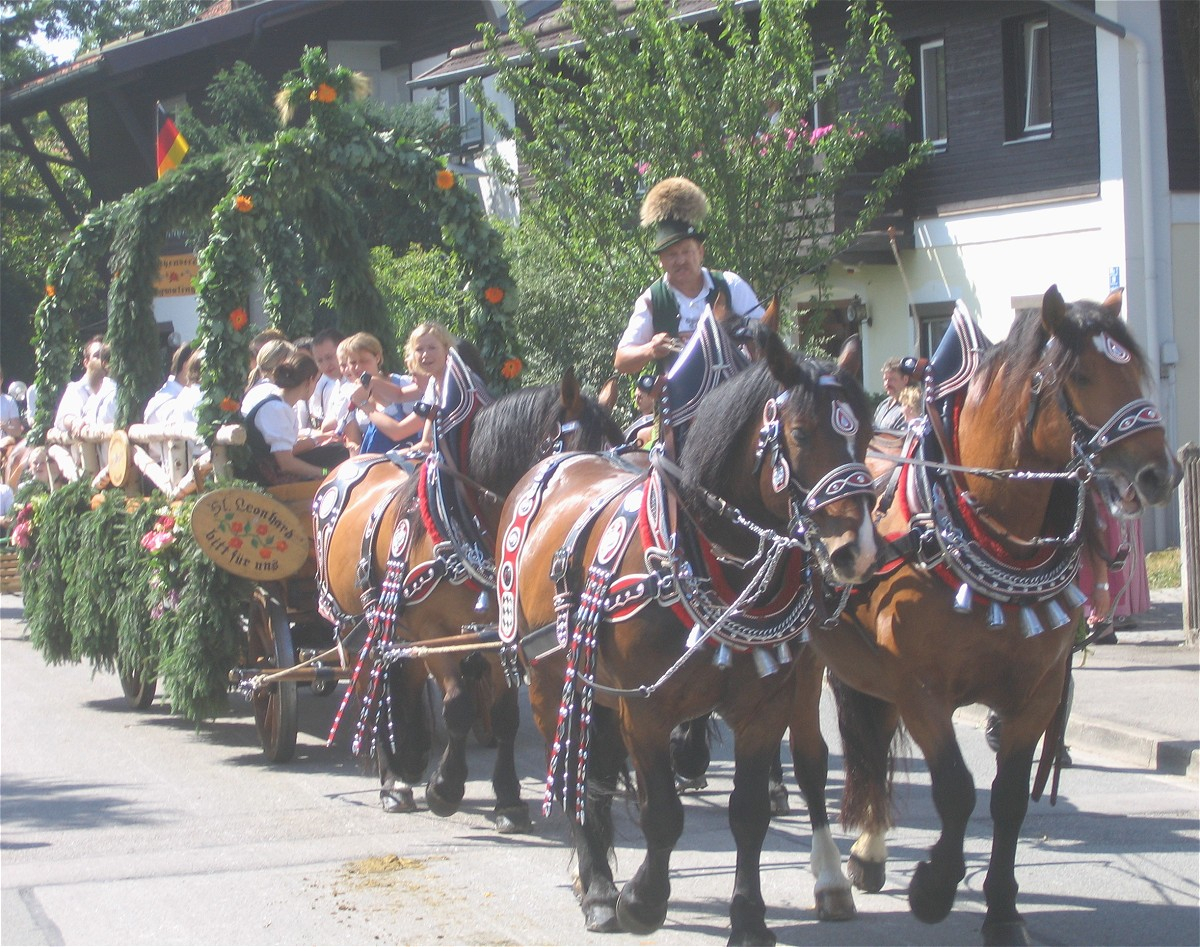
Leonhardsfest in Siegertsbrunn (2006)

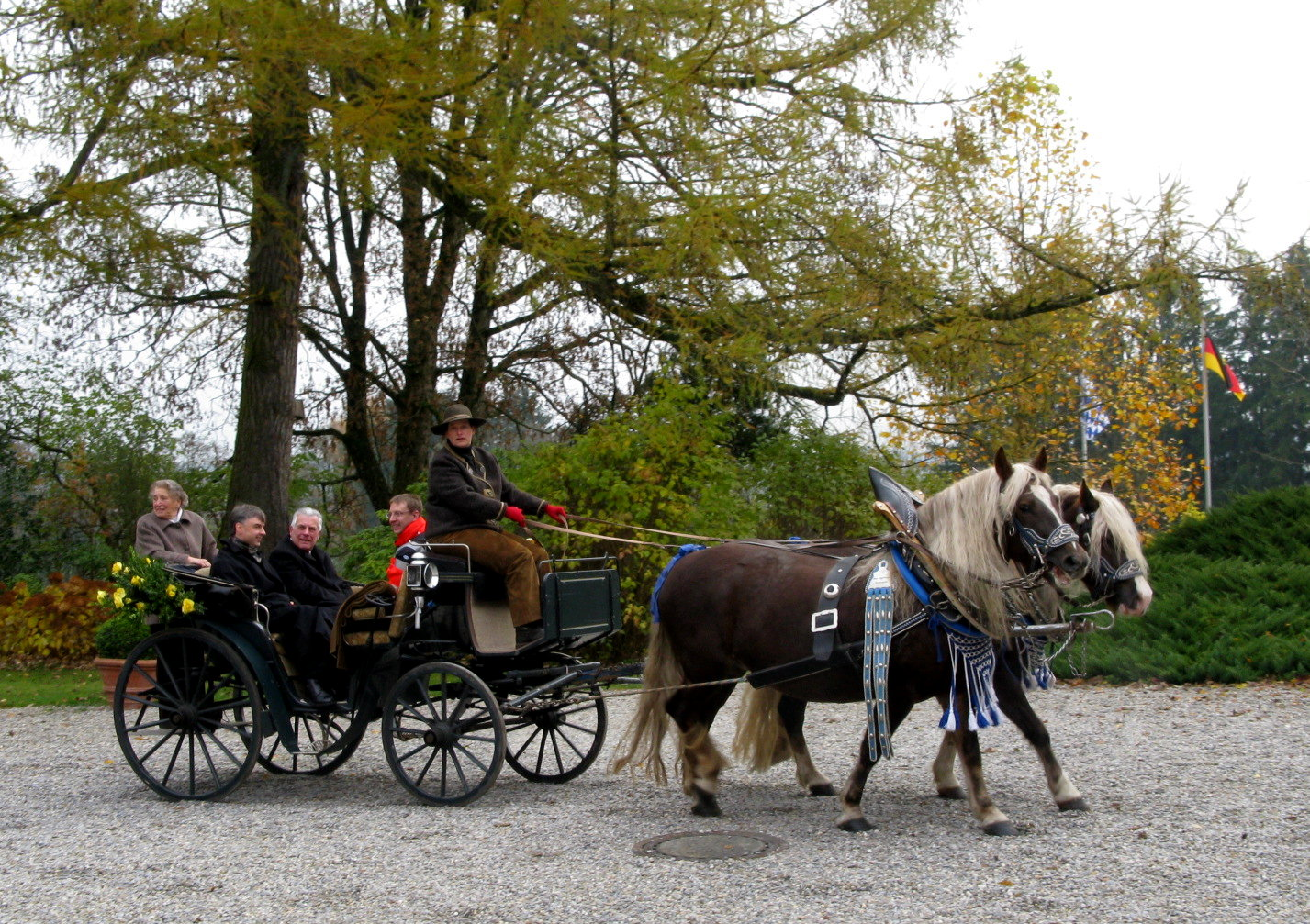
Leonhardifahrt in Augsburg-Bannacker (2009)

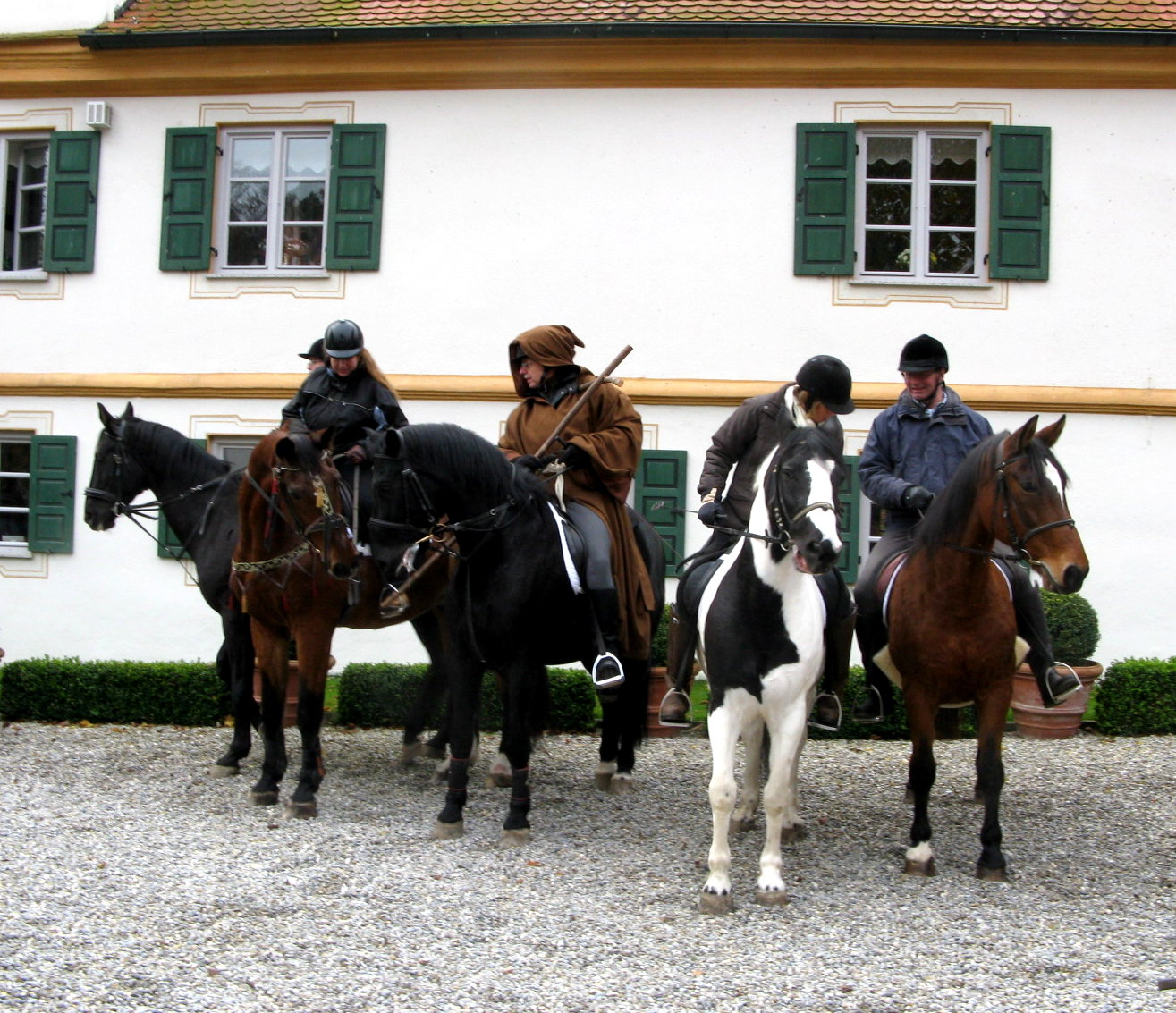
Leonhardifahrt in Augsburg-Bannacker (2009)

Quellen:

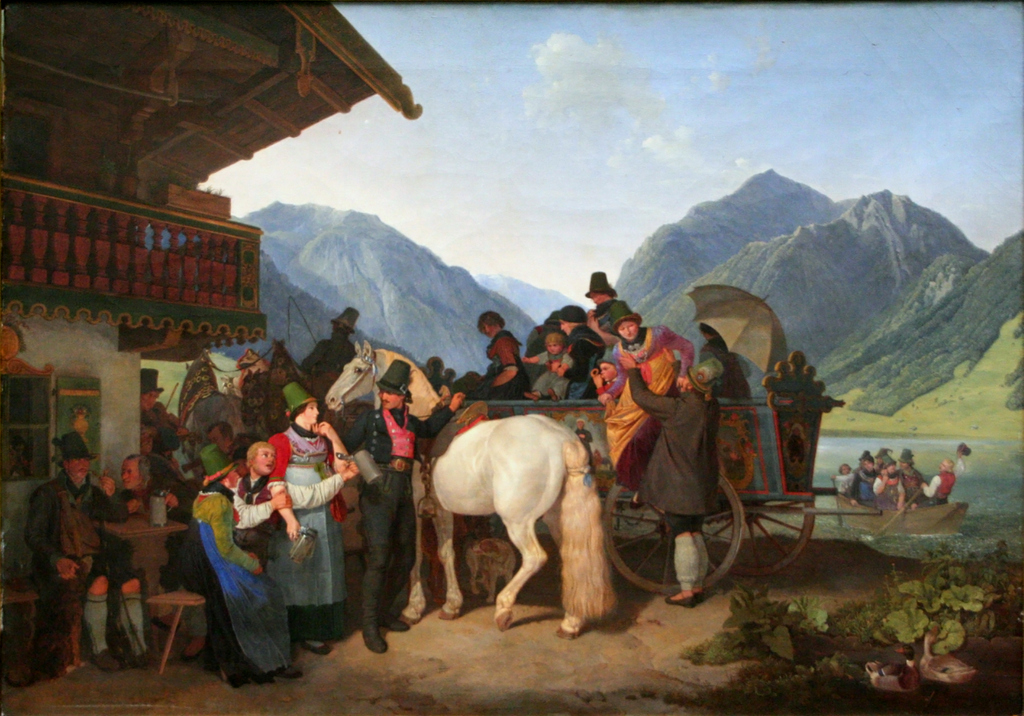
Peter von Hess: Sankt-Leonhardsfest in Fischhausen am Schliersee, 1825

| - Aigen am Inn - Allershausen/Hinterbuch - Bad Feilnbach - Bad Gögging - Bad Tölz, siehe Tölzer Leonhardifahrt - Balzhausen, Kreis Günzburg - Bannacker (Augsburg) - Bad Heilbrunn/Oberbuchen - Bad Waldsee - Benediktbeuern - Breitbrunn am Chiemsee - Börwang (Gemeinde Haldenwang (Allgäu)) - Burgoberbach - Dallgow - Desselbrunn (Oberösterreich) - Dießen am Ammersee/Wengen - Dietramszell, seit 1578 - Echlishausen - Ensdorf - Erding - Ettlishofen - Festenbach (Gemeinde Gmund am Tegernsee) - Forst (Gemeinde Wessobrunn) - Froschhausen (Markt Murnau am Staffelsee) - Furth im Wald - Fürstenfeldbruck - Garmisch-Partenkirchen - Gebensbach (Gemeinde Taufkirchen an der Vils) - Geiersberg - Gernsheim am Rhein (Südhessen) - Graben (Gemeinde Pfaffing) - Grafing bei München (erstmalige urkundliche Erwähnung 1708) - Greimharting (Gemeinde Rimsting) am Chiemsee - Grongörgen bei Haarbach - Guntersberg bei Halfing am Chiemsee - Haberskirchen (Gemeinde Reisbach) - Harmating - Hebertsfelden (Landkreis Rottal-Inn) seit 1923 - Herrnhausen - Holzhausen bei Teisendorf (erstmals urkundlich erwähnt 1612) - Horb am Neckar - Hundham - Ichenhausen - Iffeldorf, erstmals wieder 2012 am 14. Oktober - Imst (Tirol), erstmals 2012 - Inchenhofen - Julbach (Inntal) (Landkreis Rottal-Inn) seit 1762 - Kaufering - Kienraching (Gemeinde Taufkirchen) - Kirchweidach - Klein-Harras (Niederösterreich) - Kreuth (erstmals urkundlich erwähnt 1442) - Kundl (Tirol) - Lampertshausen (Gemeinde Jetzendorf) - Lauf - Laisacker - Lauingen (Donau) - Lenggries - Leogang (Land Salzburg) - Leonhardsbuch | - Leonhardspfunzen (Gemeinde Stephanskirchen) - Lippertskirchen - Meilenhofen an der Schutter - Neukirchen an der Vöckla (Oberösterreich) - Neukirchen bei Arnstorf - Seebarn bei Neunburg vorm Wald - Niederaudorf - Niedernkirchen - Nußdorf am Inn - Pähl - Pasenbach (Gemeinde Vierkirchen) - Markt Peißenberg - Pettenbach (Oberösterreich) - Pichl (Gemeinde Manching) - Pietzing - Preisendorf (Gemeinde Forstern) - Regen - St. Leonhard (Reichersdorf), (Gemeinde Irschenberg) - Reichling - Rimsting - Roßholzen am Samerberg - Rottenbuch (seit 1947) - Siegertsbrunn - St. Leonhard am Forst, Niederösterreich - St. Leonhard am Hornerwald, Niederösterreich - St. Leonhard am Wonneberg - St. Leonhard bei Babensham - St. Leonhard bei Brixen - Sankt Leonhard bei Freistadt (Oberösterreich) - St. Leonhard bei Grödig (Land Salzburg) - Sarleinsbach (Oberösterreich) - Schliersee (St. Leonhard in Fischhausen) - Schongau - Simbach am Inn - Steinhausen bei Erlbach - Thambach bei Reichertsheim - Thiersee (Tirol) - Tiefenbach (Stadt Illertissen) - Truchtlaching - Biberg (Tuntenhausen) - Übersee/Almau - Unterammergau - Unterliezheim - Unterolberndorf (niederösterr. Weinviertel) - Unterplanitzing - Utting am Ammersee - Wackersberg - Warngau - Wartenberg - Weigendorf - Weißenhorn - Weißenkirchen im Attergau (Oberösterreich) - Wildsteig - Wonneberg - Würmla (Niederösterreich) seit 1985 |

In den letzten Jahren wurden einige Leonhardiritte wiederbelebt (z. B. in Leogang/Salzburg und in Meilenhofen). Andernorts wird die Tradition nur zu Jubiläen wieder aufgenommen (z. B. in Diepoldsberg bei Obing). Umgekehrt gibt es auch relativ junge Leonhardiritte, beispielsweise seit 1993 auf den Brandlberg (Stadt Bogen) im Bayerischen Wald.

### Truhenwagen
Die Bauern und Pferdebesitzer der jeweiligen Umgebung fahren dabei in Gespannen, sogenannten Truhenwagen, zum Wallfahrtsziel, beispielsweise in:
- Bad Tölz zur Leonhardikapelle auf den Kalvarienberg nördlich in Bad Tölz.
- Benediktbeuern zum Innenhof der Abtei.
- Grafing zur um 1400 entstandenen Wallfahrtskirche St. Leonhard.
- Kreuth, wo nach dem Gottesdienst in der Leonhardi-Kirche die Gespanne dreimal zur Segnung durch den Ort fahren.
- Rottenbuch zur Fohlenmarktwiese am Leonhardibrunnen mit Heiliger Messe und Pferdesegnung.

#### Bad Tölz
Am bekanntesten ist die Leonhardifahrt in Bad Tölz, die immer am 6. November stattfindet, außer wenn dieser auf einen Samstag oder Sonntag fällt. Wenn der 6. November ein Samstag ist, wird sie am Freitag davor durchgeführt, fällt sie auf einen Sonntag, dann am darauf folgenden Montag. Sie ist mit etwa 80 Vierergespannen, zahlreichen Reitern und jährlich rund 25.000 Besuchern wohl die größte Leonhardifahrt, geht auf das 17. Jahrhundert zurück und findet seit 1855 jährlich statt (von wenigen Ausnahmen, wie etwa zu Kriegszeiten, abgesehen). Gelobt wird auch die Authentizität der Tölzer Leonhardifahrt. So dürfen beispielsweise die Wagen keine Gummireifen verwenden, wie mancherorts, sondern nur mit Eisen beschlagene Räder.
In Bad Tölz bildet den Abschluss der Wallfahrt das Leonhardidreschen (Goaßlschnalzen) in der berühmten Tölzer Marktstraße.
Seit 2020 (wegen der COVID-19-Pandemie aber erstmals 2022) findet die Leonhardifahrt in Bad Tölz nicht mehr am Wochenende statt, sondern wochentags. Übergroßen Besuchermassen und ausuferndem Alkoholkonsum bei einer samstäglichen Leonhardifahrt im Jahr 2010 hatte der Stadtrat Bad Tölz 2020 beschlossen die Leonhardifahrt nicht mehr an einem Wochenende stattfinden zu lassen.

### Österreich
In Österreich gibt es Leonhardiritte unter anderen in:
- Desselbrunn (Oberösterreich), erstmals 1945 und seither jährlich am Sonntag nach dem 6. November.
- Kundl (Tiroler Unterinntal), wiederbelebt 1963 zur Finanzierung der Restaurierung der Leonhardskirche. Vom Ortszentrum aus setzt sich am Sonntag am oder nach dem 6. November eine Reiterprozession (circa 80 bis 100 Reiter in Tracht) in Richtung Leonhardskirche in Gang. Es sind auch Bauern und Vereine der Umgebung dabei. Hinter der Reitergruppe fährt eine Kutsche mit dem Priester, der die Heilige Messe bei der Wallfahrt feiert.
- Neukirchen an der Vöckla (Oberösterreich), seit 1951 und seither jährlich am Sonntag nach dem 6. November.
- Pettenbach (Oberösterreich): Alljährlich findet am Sonntag, der dem 6. November am nächsten liegt, bei der Filial- und Wallfahrtskirche Heiligenleithen (circa 2,5 km Richtung Scharnstein) ein Leonhardiritt statt. Ein besonderes Kleinod dieser spätgotischen Hallenkirche ist eine Statue des Hl. Leonhard aus dem 15. Jahrhundert. Durchschnittlich nehmen an diesem Ritt 100 bis 150 Reiter mit ihren Pferden teil.
- St. Leonhard bei Grödig (Land Salzburg): Dieser Leonhardiritt findet seit 1975 alljährlich sonntags in der Zeit um den 6. November statt. Nach der Feldmesse mit Pferdesegnung sind zu sehen Reitervorführungen, Wagenwettbewerb und Kranzlstechen.
- Thiersee (Tirol): Dieser geht zurück auf ein Gelöbnis im Jahre 1704 während des bayrischen Rummels und wird seit dem jedes Jahr am vorletzten Sonntag im Oktober durchgeführt. Bis zu 40 Gespanne und 130 Pferde nehmen an diesem traditionellen Ritt teil. Aus vielen Teilen Tirols, Salzburgs und Bayerns kommen die Pferdehalter, um ihren Schutzpatron zu feiern. Den Hauptanteil der Pferde haben die Noriker, die eine Wiedergeburt als Freizeit- und Arbeitspferd erleben.
- Weißenkirchen im Attergau (Oberösterreich): Frühester Hinweis war 1711 und seither jährlich am Sonntag nach dem 6. November.
- Leogang (Land Salzburg). Der Leoganger Leonhardiritt findet am 6. November statt. Nach der Morgenmesse um 9 Uhr folgt das heilige Amt für Vieh und Stalleute. Ab 14 Uhr versammeln sich die Teilnehmer zum Flurritt: der Vorreiter, die Musikkapelle in Knappenuniformen, dann folgt die hohe Geistlichkeit. Der Pfarrer, der „Heilige Leonhard“ und die „Heilige Barbara“, reiten auf Pferden mit. Es folgt eine Abordnung der Bergknappen. Auch benachbarte Reiter- und Schnalzergruppen reiten mit. Der Umzug wird durch den Nostalgieverein „Anno 1900“ organisiert.
- Klein-Harras (Niederösterreich). Der Klein-Harraser Leonhardiritt ist der jüngste Leonhardiritt und wird seit 2010 an einem Sonntag jeweils zwischen dem 3. und 9. November veranstaltet. Es handelt sich dabei um einen Sternritt bzw. eine Sternfahrt, wobei am Endziel des Rittes in Klein-Harras eine Pferdesegnung stattfindet. Ursprünglich war das Ziel des Rittes das Grundackerkreuz etwa 1,5 km außerhalb der Ortschaft, seit 2014 ist der Pferdehof der Familie Reiter-Goth in Klein-Harras Ziel des Leonhardiritts. Dort befindet sich auch das Leonhardikreuz, welches am 9. November 2014 im Rahmen des Leonhardiritts gesegnet wurde. Der Leonhardiritt wird durch die Pferdefreunde Klein-Harras organisiert.
- Eidenberg (Oberösterreich) seit 1978

## Varia
Beim Wallfahrtszug mit Pferdesegnung sind zahlreiche heimische Trachten zu sehen. Die Wagen und Pferde werden festlich geschmückt. Mancherorts werden Figuren und Reliquien des Hl. Leonhard mitgeführt.
Manchmal wird versucht, den Unterschied zwischen Leonhardiritt und Leonhardifahrt daran festzumachen, dass bei dem Ritt ausschließlich Männer auf den Pferden reiten (so dass Frauen ausgeschlossen waren und bei manchen Ritten auch noch sind), während bei der Fahrt vor allem auch die Bäuerinnen, Mägde und Kinder gefahren werden.

## Ähnliche Feste
- Andere Gemeinden ehren den Heiligen mit dem Leonhardifest.
- Untergegangene Leonhardiwallfahrten, die noch Ende des 15. Jahrhunderts bestanden, gab es in den oberpfälzischen Orten Velburg und Berngau.
- Weitere Prozessionen zu Pferde sind der Kötztinger Pfingstritt, verschiedene Georgiritte, der Blutritt in Weingarten, der Willibaldsritt in Jesenwang mit Durchritt durch die Kirche und das Osterreiten.
- Ein Zeremoniell neuer Monarchen war der Königsumritt.